# Spotify
 Spotify ( /ˈspɒtɪfaɪ/ ; suedeză: [ˈspɔ̂tːɪfaj] ) este un furnizor suedez de servicii de streaming audio și media fondat la 23 aprilie 2006 de Daniel Ek și Martin Lorentzon.  Este cel mai mare furnizor de servicii de streaming muzical din lume, cu peste 381 de milioane de utilizatori activi lunar, inclusiv 172 de milioane de abonați plătitori, în septembrie 2021.  Spotify este listată (prin intermediul unui holding cu domiciliul în orașul Luxemburg, Spotify Technology SA) la Bursa de Valori din New York.
Spotify oferă muzică și podcasturi înregistrate cu drepturi de autor digital restricționate, inclusiv peste 70 de milioane de melodii, de la case de discuri și companii media.  Ca serviciu freemium, funcțiile de bază sunt gratuite, cu reclame și control limitat, în timp ce funcții suplimentare, cum ar fi ascultarea offline și ascultarea fără reclame, sunt oferite prin abonamente plătite. Spotify este disponibil în prezent în peste 180 de țări începând cu octombrie 2021. Utilizatorii pot căuta muzică în funcție de artist, album sau gen și pot crea, edita și partaja liste de redare.
Spotify este disponibil în cea mai mare parte a Europei și Americii, în Oceania și în peste 40 de țări din Africa și Asia. În 2021  Spotify a funcționat într-un total de 178 de țări.    În România serviciul a fost lansat pe 12 martie 2018.

Țările în care Spotify este disponibil

Serviciul este disponibil pe majoritatea dispozitivelor moderne, inclusiv computere Windows, macOS și Linux, smartphone-uri și tablete iOS și Android și difuzoare inteligente cu AI, cum ar fi Amazon Echo și Google Home.  Este, de asemenea, pe cutii de abonament tv precum Sky Q Boxes.
Spre deosebire de vânzările fizice sau de descărcare, care plătesc artiștilor un preț fix per melodie sau album vândut, Spotify plătește redevențe în funcție de numărul de streamuri ale artiștilor ca proporție din totalul melodiilor transmise. Distribuie aproximativ 70% din veniturile sale totale deținătorilor de drepturi (adesea case de discuri), care apoi plătesc artiștilor pe baza acordurilor individuale.  Potrivit The New York Times, aproximativ 13.000 din șapte milioane de artiști de pe Spotify au generat 50.000 de dolari sau mai mult în plăți în 2020. 